# Газоизмерительная система
С помощью измерительных газовых систем можно точно определять различные токсичные и взрывоопасные газы в воздухе и таким образом своевременно предупреждать ситуации, угрожающие жизни или здоровью людей (например, опасность взрыва или отравления выхлопными газами или сжиженным газом в зданиях, в автомобилях, на кораблях и в больницах, возможные отравления газообразным хлором в бассейнах, окисью углерода в подземных гаражах или диоксидом углерода в винных погребах).
В зависимости от типа применяемого сенсора можно измерить концентрацию специфического газа в газовой смеси и таким образом наблюдать, контролировать и регулировать, например, концентрацию диоксида углерода во внутренних помещениях, содержание кислорода в сборниках или в выхлопном газе топок.

## Возможные измерения
- Измерение концентрации кислорода
- Измерение концентрации углекислого газа
- Измерение концентрации взрывоопасных газов и паров
- Измерение концентрации токсичных газов и паров